# Stenospermation marantifolium
Stenospermation marantifolium är en kallaväxtart som beskrevs av William Botting Hemsley. Stenospermation marantifolium ingår i släktet Stenospermation och familjen kallaväxter. Inga underarter finns listade.